# HD 4113
HD 4113 は、地球から見てちょうこくしつ座の方角に約140光年の位置にある連星系である。主星の周囲には1つの太陽系外惑星が公転していることが知られている。

## 連星系
| 太陽 | HD 4113 A |
| ---- | --------- |
| 太陽 | Exoplanet |

主星の HD 4113 A は太陽に似たG型主系列星で、質量と半径は共に太陽よりやや大きいが、有効温度は太陽よりもやや低い。金属量は太陽よりも富んでいる。HD 4113 A から約49秒角離れた位置には12.7等級の赤色矮星 HD 4413 B が存在しており、2014年に公表された研究で HD 4113 A と同様の固有運動を持っていることから重力で束縛された伴星であることが確認された。
2018年にはスペクトル分類が晩期T型とみられる褐色矮星の伴星 HD 4113 C が発見された。この褐色矮星の伴星は、超大型望遠鏡VLTによる直接観測にも成功している。表面の温度は 500 - 600 K 程度とみられているが、このときに予測された質量（65.8+5.0
−4.4 木星質量）と直接観測で得られたスペクトルから考えられる表面の温度には大きな差が生じていることが指摘されている。仮に形成から約50億年が経過しているとすると、この質量では現在の表面の温度は 1,200 K 程度になっているはずであり、逆にこの温度になるようにするのであれば質量が 36 ± 5 木星質量に留まる必要がある。この差異を説明する為に、実は HD 4113 C 自体が木星半径程度の大きさと33木星質量ずつの質量を持つ2つの褐色矮星の連星系であるという可能性や、HD 4113 A から約 9 au 離れた軌道を約27年の周期で公転する別の伴星の存在により視線速度のデータに偏りが生じ、HD 4113 C の質量が過大評価された可能性が示されている。2022年には、ヒッパルコス衛星とガイア衛星によるアストロメトリ観測のデータ分析から HD 4113 C の軌道傾斜角と真の質量が求められた。この観測結果では、HD 4113 C の質量は約52木星質量とされ、以前の研究よりも質量と温度に生じている相違の差が緩和されることとなった。

## 惑星系
2007年10月26日、Tamuzらによるドップラー分光法での観測によって、主星 HD 4113 A の周囲を公転する下限質量が木星の1.5倍の太陽系外惑星 HD 4113 b（または HD 4113 Ab）が発見された。HD 4113 bはとても極端に歪んだ楕円軌道で公転しており、その軌道離心率は約0.9となっている。これは HD 20782 b や HD 80606 b などと並んで既知の太陽系外惑星の中でも特に極端な値である。力学シミュレーションにより、HD 4113 C との相互作用による古在メカニズムで最初は真円に近かった HD 4113 b の軌道がこれほど極端に歪んだ可能性が高いことが示されている。
| 名称 （恒星に近い順） | 質量                   | 軌道長半径 （天文単位） | 公転周期 (年)        | 軌道離心率         | 軌道傾斜角 | 半径              |
| --------------------- | ---------------------- | ----------------------- | -------------------- | ------------------ | ---------- | ----------------- |
| b                     | ≥1.703+0.040 −0.059 MJ | 1.280 ± 0.004           | 1.442+0.0002 −0.0001 | 0.899+0.004 −0.003 | —          | 0.9078（推定） RJ |